# Louis Alphonse Koyagialo
Louis Alphonse Daniel Koyagialo Ngbase te Gerengbo (Yakoma, 23 marzo 1947 – Johannesburg, 14 dicembre 2014) è stato un politico della Repubblica Democratica del Congo.
È stato Primo ministro ad interim dal marzo all'aprile 2012.